# 私は名探偵
『私は名探偵』（わたしはめいたんてい）は、1977年4月14日から同年9月29日までテレビ朝日系列局（クロスネット局の一部を除く）で放送されていたテレビ朝日製作のクイズ番組である。放送時間は毎週木曜 19:30 - 20:00 （日本標準時）。

## 概要
推理小説のブームに乗って企画された公開番組で、推理作家や心理学者が解答者を務めていた。当時同系列局では、同様に推理クイズを出題していた『推理クイズ・マゴベエ探偵団』（名古屋テレビ製作）も別の時間帯に放送されていた。
タイトルは似ているが、後にテレビ東京で1982年4月から1年間放送された『私は名探偵・完全犯罪をつぶせ!』との関連性は特に無い。当番組との違いは、解答者が東西に分かれ隅週出演である（東軍と西軍が一週おき出演し解答する）。出題者が東軍、西軍のキャプテンにあたる「探偵局長」が出題し番組を進行することから総合司会を置かない（例：東軍が解答者の週は西軍の探偵局長が出題）。出演者は同局初の系列局テレビ大阪が同年3月に開局したことから関西出身やゆかりのある文化人、芸能人、元スポーツ選手を多数起用し脚本では在阪局で実績のある人も起用した。更には、学校の夏休み期間中に2週にわたって視聴者が解答者になったことが挙げられる。また放送時間も54分（いわゆる1時間番組）だった。
前番組同様、『木曜スペシャル』、『木曜ナイター』（いずれも日本テレビ）、『ケンちゃんシリーズ』（TBS）の厚い壁に阻まれた。

## 出演者

### 司会
- 児玉清[2]

### 名探偵（解答者）
- 佐野洋（推理作家）
- 白石浩一（心理学者）
- 司葉子（女優）
- このほか、毎回1人のゲストが名探偵役を務めていた。